# Belenois mabella
Belenois mabella es una especie de mariposa, de la familia de las piérides, que fue descrita por Grose-Smith, en 1891, a partir de ejemplares procedentes de Madagascar.

## Distribución
Belenois mabella es endémica de Madagascar (región Afrotropical).

## Plantas hospederas
No se conocen las plantas hospederas de B. mabella.